# Binótris
Binótris (em grego clássico: Binothris), Biófis (em grego clássico: Biophis), Ninetjer ou Banetjer é o nome de Hórus do terceiro faraó da II dinastia. A duração do seu reinado é incerta. O Cânone de Turim sugere difíceis 96 anos e o historiador Manetão sugeriu 47. Os egiptólogos questionam ambos como erros de interpretação ou exageros. Geralmente creditam Binótris com um reinado de 43 anos ou 45 anos. Sua estimativa é baseada nas reconstruções da conhecida inscrição da Pedra de Palermo, relatando os anos 7 a 21, a inscrição da Pedra do Cairo relatando os anos 36-44. Segundo diversos autores, governou o Egito a partir de c. 2 850 a 2 760 a.C. ou mais tarde, de c. 2 760 a 2 715 a.C..

## Nome
Binótris é um dos faraós melhor atestados arqueologicamente da II dinastia. Seu nome aparece em várias inscrições em vasos de pedra e selos de argila de seu túmulo em Sacará. Vários artefatos com seu nome vem da tumba de Peribessene em Abidos e nas galerias abaixo da Pirâmide de Degraus de Djoser. Contudo, as datações de algumas inscrições, especialmente aquelas feitas de tinta preta, causaram alguns problemas. Especialistas em escrita e arqueólogos como Ilona Regulski apontam que as inscrições de tinta são de data pouco posterior às inscrições de pedra e selos; data as marcas de tinta dos reinados de Boco e Djoser e assume que os artefatos se originaram de Abidos. Na verdade, vasos de alabastro e jarros de barro com inscrições de tinta preta com desenhos muito semelhantes, mostrando o nome de Binótris, foram achados na tumba de Peribessene. Seu nome também aparece numa inscrição de pedra perto de Abu Handal, na Baixa Núbia. Isso pode representar uma pista de que o faraó enviou uma expedição militar à região, embora a inscrição forneça apenas informações limitadas.

## Identidade
Binótris é comumente identificado com os nomes Banetjer da Lista Real de Abidos, Banetjeru da mesa de Sacará e Netjerrene do Cânone de Turim. Em inscrições de seu período, seu nome é registrado como Ninetjer. Os autores clássicos lhe atribuíram os nomes Binótris (Manetão) e Biófis (Eusébio de Cesareia). A inscrição da Pedra de Palermo apresenta o incomum Renebu, que significa "descendentes dourados" ou "bezerro de ouro". Este nome também aparece em artefatos sobreviventes do tempo de Binótris e egiptólogos como Wolfgang Helck e Toby Wilkinson acham que poderia ser algum tipo de precursor do nome de Hórus de ouro que foi estabelecido na titulação real no começo da III dinastia sob Djoser.

## Reinado

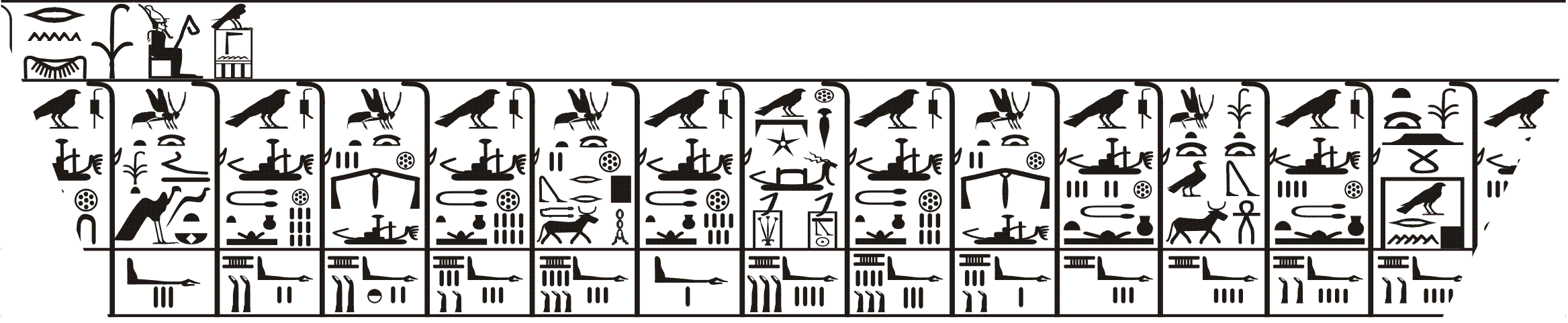
Trecho da pedra de Palermo sobre Binótris

Boa parte da informação sobre seu reinado está na pedra de Palermo da V dinastia, sobre a qual se lista:
- Sétimo ano: Escolta de Hórus (terceira contagem do gado) ... (resto foi perdido);
- Oitavo ano: Aparecimento do rei; "esticando as cordas" (uma cerimônia de fundação) de Horrem. Nível da inundação: 1,57 metros;
- Novo ano: Escolta de Hórus (quarta contagem do gado). Nível da inundação: 1,09 metro;
- Décimo ano: Aparecimento do rei do Alto e Baixo Egito; "Corrida do touro Ápis" (pḥrr Ḥp). Nível da inundação: 1,09 metro;
- Décimo primeiro ano: Escolta de Hórus (quinta contagem do gado). Nível da inundação: 1,98 metro;
- Décimo segundo ano: Aparecimento do rei do Baixo Egito; segunda celebração da festa de Socáris. Nível da inundação: 1,92 metro;
- Décimo terceiro ano: Escolta de Hórus (sexta contagem do gado). Nível da inundação: 0.52 metro;
- Décimo quarto ano: Primeira celebração de Horsebapete (Hórus estrela no céu); Destruição/Fundação das cidades e "Eschem-Rá" (O Sol chegou) e "Ha" (cidade setentrional) (a leitura da passagem está sujeita a discussão, pois o sinal hieroglífico da enxada, como usado aqui, pode significar "Destruição" ou "Fundação"). Nível do solo: 2,15 metros;
- Décimo quinto ano: Escolta de Hórus (sétima contagem do gado). Nível da inundação: 2,15 metros;
- Décimo sexto ano: Aparecimento do rei do Baixo Egito; segunda "Corrida do touro Ápis". Nível da inundação; 1,92 metro;
- Décimo sétimo ano: Escolta de Hórus (oitava contagem do gado). Nível da inundação: 2,40 metros;
- Décimo oitavo ano: Aparecimento do rei do Baixo Egito; terceira celebração da festa de Socáris. Nível da inundação: 2,21 metros;
- Décimo nono ano: Escolta de Hórus (nona contagem do gado). Nível da inundação: 2,21 metros;
- Vigésimo ano: Aparecimento do rei do Baixo Egito; oferenda à mãe do rei; celebração da "Festa da eternidade" (uma cerimônia de sepultamento). Níve da inundação: 1,92 metro;
- Vigésimo primeiro ano: Escolta de Hórus (décima contagem do gado) ... (resto foi perdido).

A Pedra do Cairo dá os anos 36-44. A superfície da laje de pedra está danificada. Portanto, a maioria dos eventos é ilegível, exceto o "nascimento" (criação) de um fetiche de Anúbis e partes de uma "Aparência do rei do Baixo e Alto Egito". O historiador egípcio Manetão, mais de 2000 anos depois, foi quem o chamou Binótris e disse que durante seu reinado "as mulheres receberam o direito de ganhar dignidade real", o que significa que as mulheres foram autorizadas a reinar como faraó. Egiptólogos como Walter Bryan Emery assumem que essa referência foi um obituário para as rainhas Merneite e Neitotepe do início da I dinastia, pois se acredita que ambas tenham mantido o trono egípcio por vários anos porque seus filhos eram jovens demais para governar. Durante o reinado de Binótris, o evento anual 'Acompanhante de Hórus' foi provido por um evento chamado 'contagem de gado', que era de maior importância econômica para o reino egípcio, porque era a implementação oficial das cobranças anuais de impostos. Esse novo abastecimento estadual foi realizado por todos os períodos desde então. O evento 'Acompanhante de Hórus' foi abandonado no início da III dinastia.

## Fim do reinado

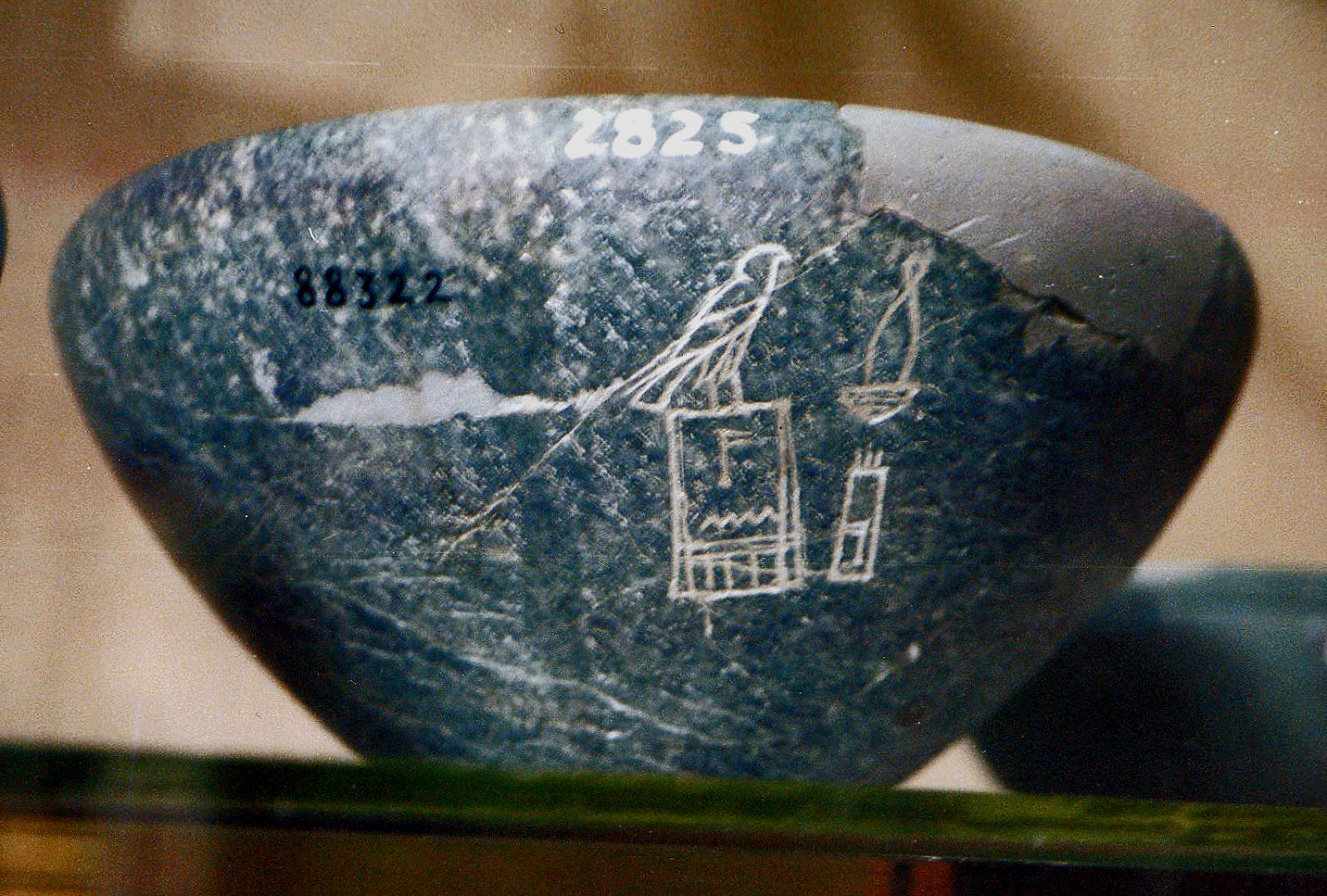
Varo de diorito com seu nome e citando um "palácio da Coroa Branca", que foi descoberto na galeria B, abaixo da pirâmide de Djoser

Egiptólogos como Wolfgang Helck, Nicolas Grimal, Hermann Alexander Schlögl e Francesco Tiradritti acreditam que Binótris deixou um reino que sofria de uma administração estatal muito complexa e que decidiu dividir o Egito para deixá-lo para seus dois filhos (ou, pelo menos, a dois sucessores) que governariam dois reinos separados, na esperança de que os dois governantes pudessem administrar melhor os estados. Por outro lado, egiptólogos como Barbara Bell acreditam que uma catástrofe econômica, como fome ou seca prolongada, afetou o Egito nessa época. Portanto, para resolver o problema de alimentar a população egípcia, dividiu o reino em dois e seus sucessores governaram dois estados independentes até que a fome chegasse ao fim. Bell aponta para as inscrições da Pedra de Palermo, onde, na sua opinião, os registros das inundações anuais do Nilo mostram níveis constantemente baixos durante esse período. A teoria de Bell é agora refutada por egiptólogos como Stephan Seidlmayer, que corrigiu seus cálculos. Seidlmayer mostrou que as inundações anuais do Nilo estavam em seus níveis usuais do tempo de Binótris até o Reino Antigo. Bell havia esquecido que as alturas das inundações do Nilo nas inscrições da Pedra de Palermo só levam em conta as medições dos nilômetros em torno de Mênfis, mas não em outros lugares ao longo do rio. Qualquer seca prolongada é, portanto, menos provável de ser uma explicação.
Também não está claro se o sucessor de Binótris já dividiu seu trono com outro governante, ou se o estado egípcio foi dividido no momento de sua morte. Todas as listas de faraós conhecidas, como a lista de Sacará, o Cânone de Turim e o Cânone de Abidos, listam um Tlas como sucessor imediato e como predecessor de um certo Senedje. Após Senedje, as listas diferem entre si em relação aos sucessores. Enquanto a lista de Sacará e o Cânone de Turim mencionam Neferquerés I, Sesócris e Hudjefa I como sucessores imediatos, a lista de Abidos os ignora e lista Djadjai (idêntico ao faraó Quenerés). Se o Egito já estivesse dividido quando Senedje assumisse o trono, faraós como Sequemibe e Peribessene teriam governado o Alto Egito, enquanto Senedje e seus sucessores, Neferquerés e Hudjefa I, teriam governado o Baixo Egito. A divisão do Egito foi encerrada por Quenerés.

## Tumba

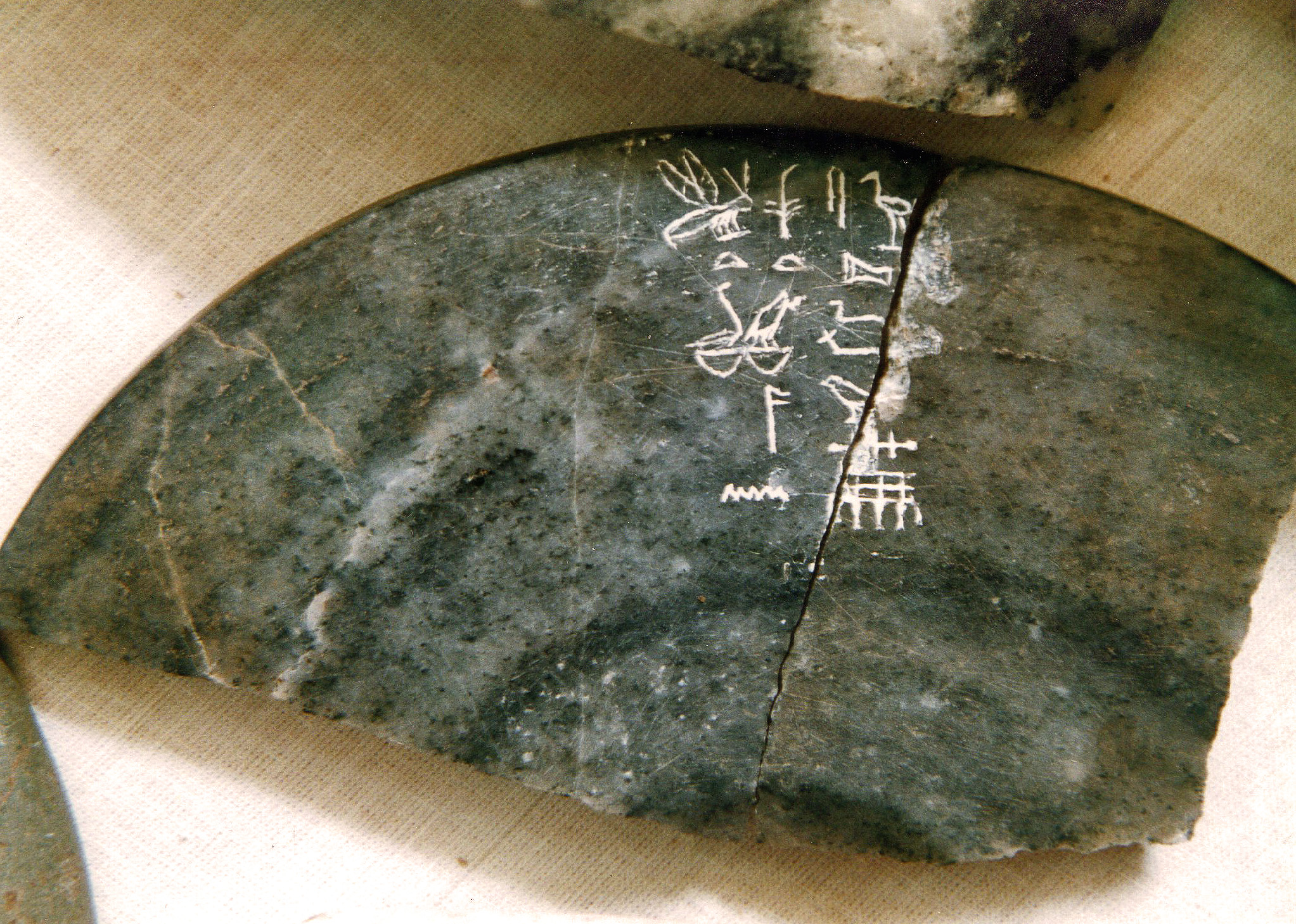
Fragmento dum vaso de diorito citando Binótris e a deusa Bastete

A incomum mastaba do alto oficial Ruabene (ou Ni-Ruabe), a S2302, já foi pensado como o túmulo de Binótris, até que o verdadeiro local de sepultamento foi encontrado. As primeiras interpretações errôneas foram causadas pela grande quantidade de selos de argila com o sereque de Binótris encontrados na mastaba, que na verdade indicam que Ruabene ocupou seu cargo durante esse reinado. A galeria do túmulo de Binótris fica embaixo da passagem de cortejo da necrópole de Unas em Sacará e mede 94 por 106 metros. A rampa de entrada leva a três galerias, situadas a 25 metros de profundidade e dispostas na direção leste-oeste, que se estendem por um sistema labiríntico de portas, vestíbulos e corredores. O Instituto Arqueológico Alemão (DAI) realizou cinco escavações e descobriu que o túmulo mostra grandes semelhanças arquitetônicas com o Tumba de Galeria B, que se acredita ser o local do enterro de Ranebe ou Boco. Isso levou o DAI a concluir que Binótris foi inspirado pelos túmulos de seu antecessor. Foram encontradas 56 facas de sílex, 44 lâminas de barbear, 44 lâminas adicionais e jarras de vinho e cerveja. Surpreendentemente, a galeria do sul estava quase imperturbável e continha muitos objetos reais que sobreviveram, como mais de 50 jarros de vinho selados, redes de transporte, caixas de armazenamento de madeira e garrafas decoradas de alabastro. Alguns dos frascos de vinho se originaram dos túmulos do final da I dinastia. Em outra galeria, foram encontradas as máscaras de múmia e o caixão de uma mulher da Período Raméssida (século XII a.C.). O túmulo foi, portanto, parcialmente reutilizado em tempos posteriores. A câmara funerária principal estava localizada no extremo sudoeste da tumba, mas todo o sítio é altamente instável e corre o risco de desabar.